# Guardiola (élevage de taureaux)
Pour les articles homonymes, voir Guardiola.
Guardiola est un élevage (ganadería) espagnol de toros de lidia du XXe siècle et du début du XXIe siècle. D'origine Pedrajas et Villamarta, il possède quatre fers[pas clair] : celui de María Luisa Domínguez y Pérez de Vargas (devise bleue et jaune), celui de Salvador  Guardiola Fantoni, (devise verte et or), celui de Hermanos Guardiola Domínguez (devise bleue et rouge), et celui de Javier Guardiola Domínguez (devise bleue et grenat). Il est situé dans deux propriétés : l'une, « El Toruño » se trouve à Utrera (province de Séville, communauté autonome d’Andalousie), l'autre, « El Higueral », est à Arcos de la Frontera (province de Cadix, communauté autonome d’Andalousie).

## Historique
L'ancienneté à Madrid de l'élevage María Luisa remonte au 30 mai 1948, celle de Salvador au 23 septembre 1945, celle de Hermanos au 8 juin 1949. L'ancienneté de Javier Guardolia est inconnue.
L'élevage a été fondé entre 1943 et 1947, par achats successifs de bétail Villamarta et Predrajas. C'est à la mort du marquis de Villamarta, qui avait constitué une solide ganadería en mélangeant les races Murube, Saltillo, Albasserada et Ibarra, que Salvador Guardiola acheta deux lots de l'élevage du marquis qui avait été divisé en 6. À ceux-là, Salvador ajouta le bétail de la marquise de Zugasti qui était passé des mains du marquis de Villabrágima, aux mains de Carlos Nuñez, puis un autre lot de Villamarta, constituant ainsi l'élevage qui porte aujourd'hui le nom de « Hermanos de Salvador Guardiola Fantoni ».
Les Pedrajas, de race plus pure, sont venus s'ajouter en 1946. Ils sont lidiés actuellement sous le nom de « María Luisa Domínguez y Pérez de Vargas » qui était la femme de Salvador Guardiola. Un des lots acheté par la suite fut vendu au matador Ortega Cano en 1995.  
Villamarta et Pedrajas  sont deux lignées élevées séparément dans deux propriétés. « El Higueral » (d'une superficie de 1 500 hectares) a été acheté au matador Francisco Ruiz Miguel quelques années avant la mort de Salvador Guardiola.
Après avoir connu de grandes gloires, les toros de Guardiola sont dans une période délicate depuis la fin des années 1990.

## Présentation
Dans les années 1970, le public attendait des taureaux qu'ils « transmettent de l'émotion ». Une des expressions courantes des aficionados pour désigner un taureau médiocre est qu'il ne « transmet pas ». Jusque-là, les matadors vedettes étaient réticents à affronter les Guardiola, considérés comme durs. C'est donc au public qu'ils doivent en partie leur succès. 
Ils ont remporté nombre de prix du meilleur élevage, du meilleur taureau et de la meilleure corrida à Séville en 1986, et du meilleur taureau à Nîmes la même année. En 1988, ils remportent le prix des corridas-concours de Ronda et de Mont-de-Marsan, puis de nouveau à Ronda, Dax, Nîmes, Séville, Pampelune dans les années 1990. Le novillo Peleón a été gracié à Nîmes et le taureau Sanluqueño a obtenu à Béziers le prix de la meilleure corrida de la feria.